# Lenkhilfe

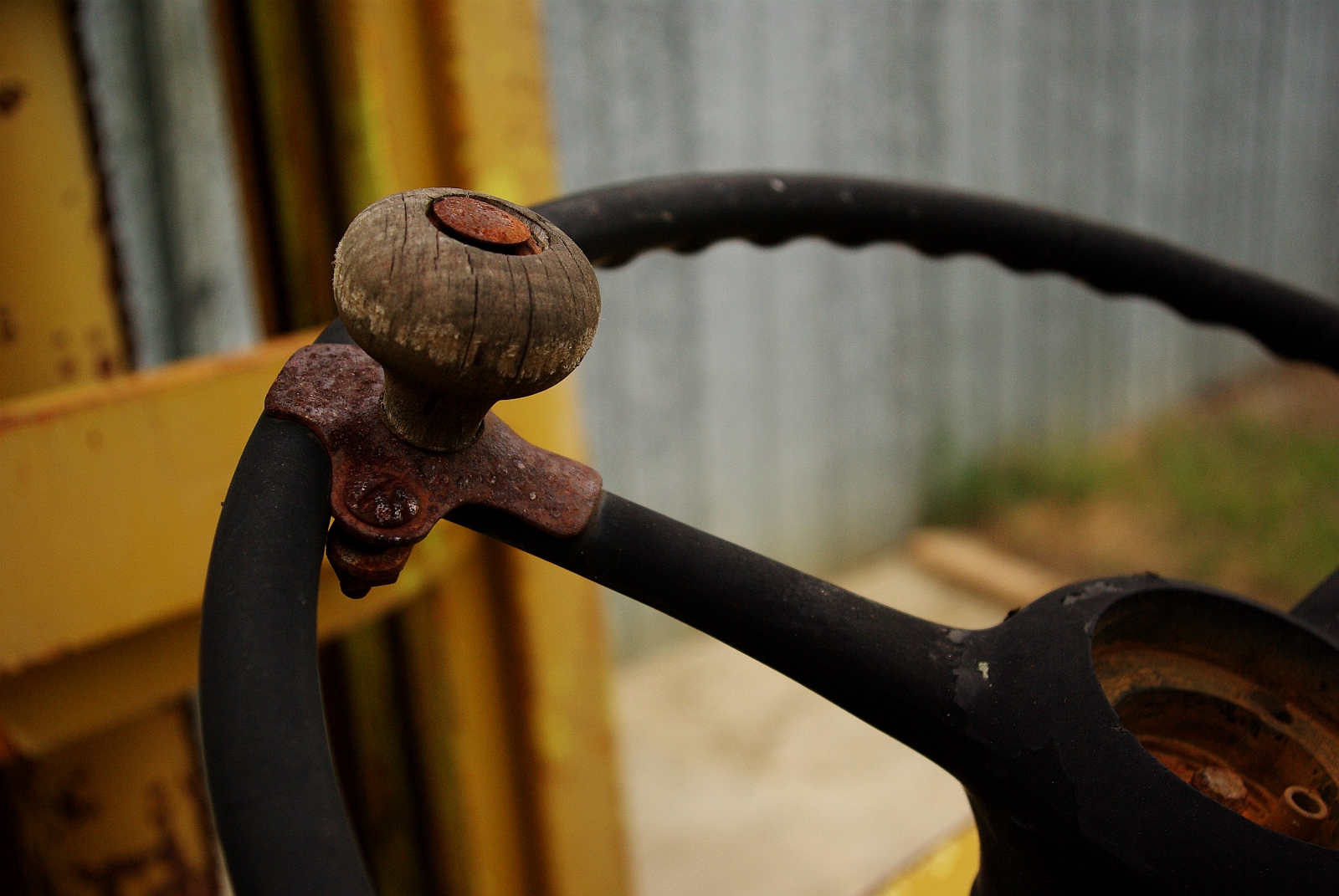
Knauf an einem Lenkrad eines Gabelstaplers

Lenkhilfe ist eine verbreitete allgemeine Bezeichnung für einen zusätzlich angebrachten Knauf am Lenkrad von Kraftfahrzeugen. Dieser soll eine erhöhte Griffsicherheit beim Lenken ermöglichen, wenn das Lenkrad mit nur einer Hand gehalten wird und die andere Hand Bedienteile wie zum Beispiel Blinkerschalter, Scheibenwischerschalter oder Lichtschalter betätigt. Als Lenkhilfe wurden ursprünglich auch Systeme zur Lenkkraftreduzierung (umgangssprachlich Servolenkung) bezeichnet. In dieser Bedeutung wird der Begriff heute noch bei den theoretischen Prüfungen zur Fahrerprüfung verwendet.

## Anwendungen

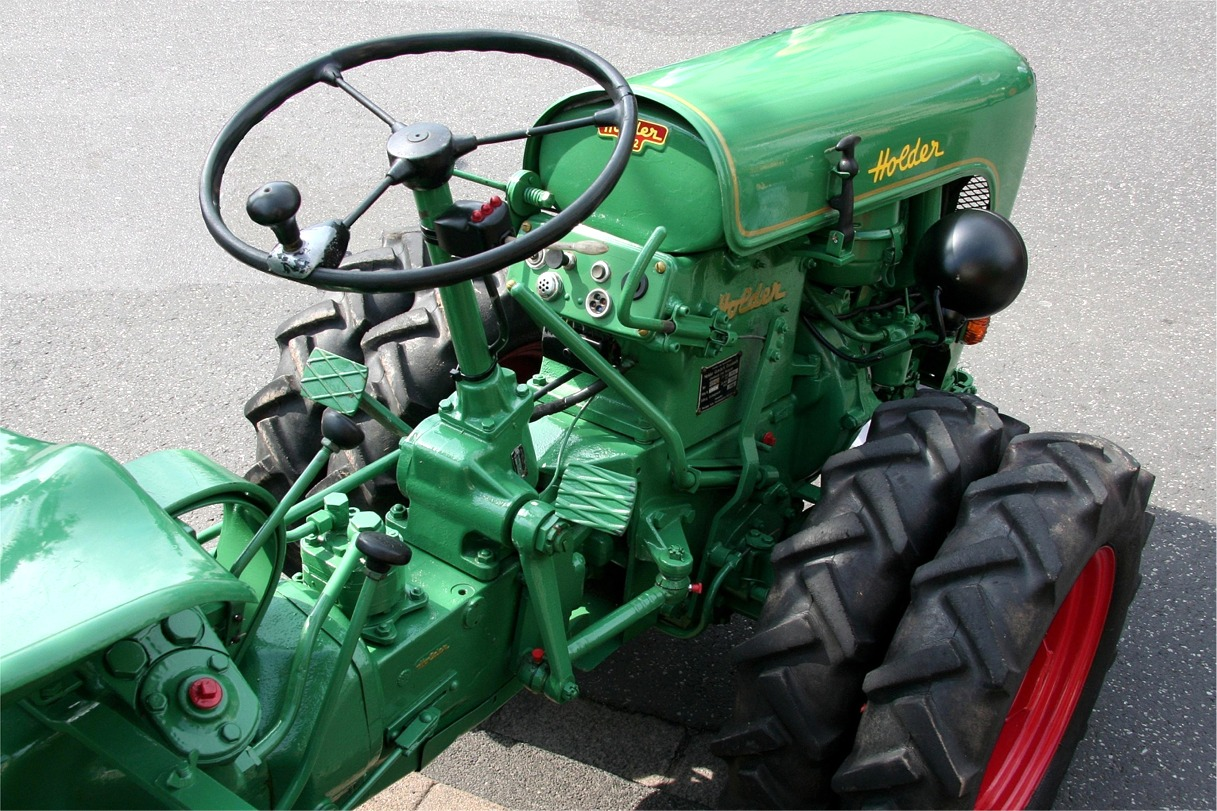
Traktor mit Lenkradknauf

Eine häufige Anwendung dieser Hilfe findet sich an Fahrzeugen für körperbehinderte Kraftfahrer. Oft erhalten Personen, die im Arm-, Hand- oder Fingerbereich geringe Kräfte haben, gelähmt oder deren Gliedmaße amputiert sind, von der Fahrerlaubnisbehörde (in Deutschland) die Auflage, eine solche Hilfe zu verwenden. 
Abseits des öffentlichen Straßenverkehrs wird sie vielfach an Arbeitsfahrzeugen wie Gabelstaplern, Traktoren, Schleppern und Baumaschinen genutzt.

## Zulassung (Deutschland)
In Deutschland legen die TÜV-Richtlinien (Stand 2008) fest, dass nur Personen, die eine entsprechende Auflage erhalten haben, diese Lenkhilfe benutzen dürfen. Sie muss daher wegzuklappen oder abzunehmen sein, wenn das Fahrzeug von einer nicht körperbehinderten Person gefahren wird. Nach Einbau ist das Fahrzeug einer zugelassenen Prüforganisation (z. B. TÜV, DEKRA, GTÜ) vorzuführen. Dort wird ein Gutachten gem. §21 StVZO nach Fahrzeugänderung (§19 Abs. 2 StVZO) als Einzelabnahme erstellt. Mit diesem Gutachten müssen bei der Zulassungsstelle die Fahrzeugpapiere entsprechend ergänzt werden. Fest installierte Lenkrad-Drehknöpfe werden nicht mehr zugelassen.

## Ausführungen und Registrierung im Hilfsmittelverzeichnis von Rehadat
Griff- und Drehhilfen am Lenkrad für körperbehinderte Kraftfahrer können speziellere Form-Anpassungen an Handform und Größe haben, so etwa als Gabelhalterung mit zwei oder drei Zinken für die Hand oder den Armstumpf.
Die Lenkhilfe wird mit Steckachse und Halterung abnehmbar am Lenkrad montiert.
Das Hilfsmittelverzeichnis Rehadat führt Lenkhilfen für Kraftfahrzeuge unter den folgenden Benennungen und Gliederungen der EN ISO 9999 auf:
- 12 – Hilfsmittel für die persönliche Mobilität
  - 12 12 – Kraftfahrzeuganpassungen
    - 12 12 07 Kraftfahrzeuganpassungen für die Betätigung der Lenkung (ca. 30 Produkte)

## Finanzierung
Eine Finanzierungshilfe ist in Deutschland nach den Bestimmungen der Kraftfahrzeughilfe-Verordnung möglich.

## Synonyme und weitere Verwendungen des Begriffs
Lenkradknauf, Lenkknauf, Lenkradknopf, Lenkgabel, Drehknauf, Dreizack, Drehknopf, Drehgabel, Tetragabel (für Tetraplegiker).
Ebenfalls gebräuchlich ist es, diese Bezeichnung für eine Servolenkung sowie speziell im Bereich der Kraftfahrzeuganpassung für körperbehinderte Menschen für eine Joysticklenkung, eine Linear-Hebel-Lenkung oder eine Fußlenkung zu verwenden.